# Від'ємне число
Від'ємне число — дійсне число, що менше за нуль. Від'ємні числа розташовані на числовій осі ліворуч від нуля. Протилежна тяма — додатне число.

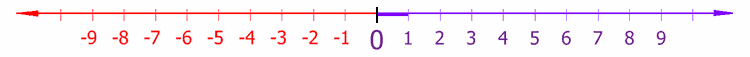
Від'ємні числа на числовій осі

З'явилось в математиці при розширенні множини натуральних чисел. Мета розширення: забезпечити виконання операції віднімання для довільних чисел. Результатом розширення є множина кільце цілих чисел, що складається з позитивних (натуральних) чисел, від'ємних чисел і нуля.

## Історія
Стародавній Єгипет, Вавилон і Стародавня Греція не використовували від'ємних чисел, а якщо отримували від'ємні корені рівнянь, вони відкидалися як неможливі. Винятком був Діофант, який в III ст. вже знав правило знаків і вмів множити від'ємні числа. Однак і він розглядав їх лише як проміжний етап, корисний для обчислення остаточного додатнього результату.
Вперше від'ємні числа були частково узаконені в Китаї, а потім (приблизно з VII ст.) і в Індії, де трактувалися як борги (недостача), або, як у Діофанта, визнавалися як проміжні значення. Множення і ділення для від'ємних чисел тоді ще не були визначені. Індійський математик Брахмагупта (VII століття) вже розглядав їх нарівні з додатніми.
У Європі визнання настало на тисячу років пізніше, та й то довгий час від'ємні числа називали «хибними», «уявними» або «абсурдними». Перший опис їх у європейській літературі з'явилося в «Книзі абака» Леонарда Пізанського (1202 рік), який трактував від'ємні числа як борг. Рафаель Бомбеллі і Альберт Жирар у своїх працях вважали від'ємні числа цілком допустимими і корисними, зокрема, для позначення нестачі чого-небудь. Навіть у XVII ст. Блез Паскаль вважав, що, оскільки ніщо не може бути менше, ніж ніщо. Відлунням тих часів є та обставина, що в сучасній арифметиці операція віднімання і знак від'ємних чисел позначаються одним і тим же символом (мінус), хоча алгебраїчно це зовсім різні поняття.
У XVII столітті, з появою аналітичної геометрії, від'ємні числа одержали наочне геометричне представлення на числовій осі. З цього моменту настає їх повна рівноправність. Проте теорія від'ємних чисел довго перебувала в стадії становлення. Жваво обговорювалася, наприклад, дивна пропорція 1: (-1) = (-1): 1 — в ній перший член зліва більше другого, а праворуч — навпаки, і виходить, що більше рівне меншому («парадокс Арно»). Незрозуміло було також, який сенс має множення від'ємних чисел, і чому добуток від'ємних чисел є додатнім; на цю тему проходили запеклі дискусії. Гаусс у 1831 році вважав за потрібне роз'яснити, що від'ємні числа принципово мають ті ж права, що і додатні, а те, що вони застосовні не до всіх речей, нічого не означає, тому що дроби теж застосовні не до всіх речей (наприклад, незастосовні при рахунку людей).
Повна і цілком строга теорія від'ємних чисел була створена тільки в XIX ст. (Вільям Гамільтон і Герман Грассман).